# عمارة إسطنبول
تصف عمارة إسطنبول مزيجًا كبيرًا من الهياكل التي تعكس التأثيرات العديدة التي تركت بصمة لا تُمحى في جميع أنحاء المدينة. ما يزال الجزء القديم من المدينة (شبه الجزيرة التاريخية) محاطًا بشكل جزئي بأسوار القسطنطينية، التي بناها الإمبراطور ثيودوسيوس الثاني في القرن الخامس لحماية المدينة من الغزو. تحتوي العمارة داخل المدينة على مبان وهياكل جاءت من مصادر بيزنطية وجنوية وعثمانية وتركية حديثة. تمتلك المدينة العديد من الكيانات ذات الأهمية المعمارية. اكتسبت إسطنبول على مدار تاريخها الطويل، سمعة كونها بوتقة ثقافية وعرقية. لذلك فهناك العديد من المساجد التاريخية والكنائس والمعابد اليهودية والقصور والقلاع والأبراج التي يمكن زيارتها في المدينة.

## الهياكل اليونانية والرومانية القديمة

### عمود الثعبان

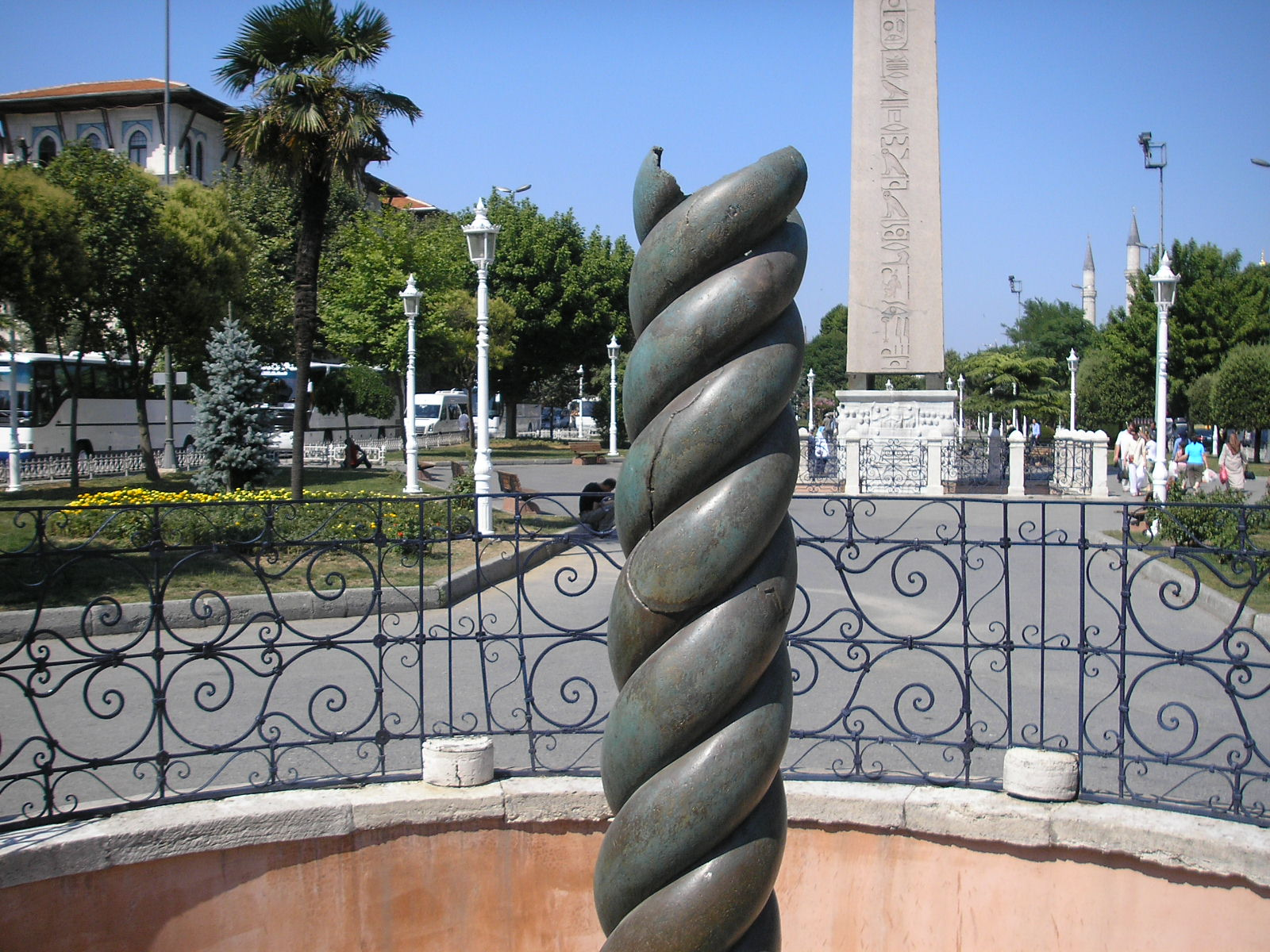
يُعدّ عمود الثعبان أقدم معلم أثري إغريقي باقي في إسطنبول

يُعد عمود الثعبان أحد أقدم المعالم الأثرية التي ما تزال ناجية من العصور القديمة، وهو نصب بُني في الأصل لتكريم أبولو بمناسبة انتصاره على الفرس في بلاتيا عام 479 قبل الميلاد. نقل قسطنطين العظيم العمود عندما أصبحت القسطنطينية العاصمة الجديدة، ووقف في ميدان سباق الخيل في القسطنطينية منذ ذلك الحين. وفقًا للأسطورة، ألحق عضو في السفارة البولندية عام 1700، الضرر بالجزء العلوي من العمود بشكل كبير، مما أدى إلى قطع رؤوس الثعبان، على الرغم من ذكر أن واحدًا على الأقل من الرؤوس قد أُصيب بأضرار بالغة قبل قرنين من الزمن. تنص الرواية المتعارف عليها أن محمد الثاني قد حطمها عند دخول المدينة منتصرًا كفاتح لها. يُعرض الفك العلوي لأحد رؤوس الثعابين في المتحف الأثري في إسطنبول.

### أعمدة القسطنطينية

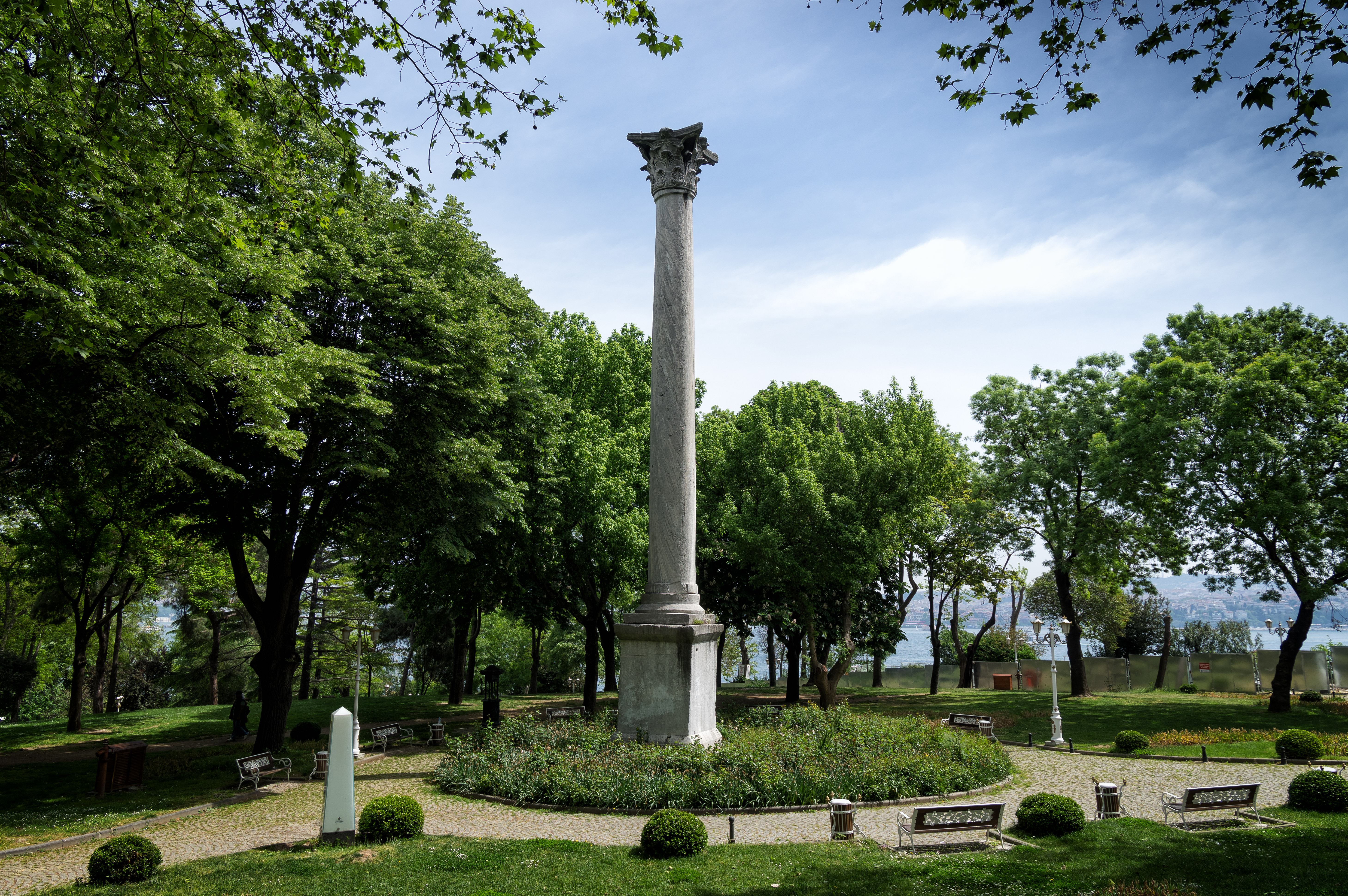
عمود القوط في منتزه كلخانة

يُعد عمود قسطنطين (بالتركية: Çemberlitaş)‏ من أهم آثار العمارة الرومانية في المدينة، وقد أنشأه قسطنطين العظيم عام 330 بمناسبة إعلان العاصمة الجديدة للإمبراطورية الرومانية، يحتوي على عدة أجزاء من الصليب الحقيقي وغيرها من القطع الأثرية التي تنتمي إلى يسوع المسيح ومريم العذراء وقناة مازولكمير وقناة فالنس وعمود القوط في منتزه كلخانة والمليون الذي استُخدم لحساب المسافات بين القسطنطينية ومدن أخرى في الإمبراطورية الرومانية، ومضمار سباق الخيل في القسطنطينية الذي بُني على غرار نموذج سيرك ماكسيموس في روما.

## الهياكل البيزنطية والجنوية

### أسوار القسطنطينية وضواحيها
بدأ بناء أسوار القسطنطينية في عهد قسطنطين العظيم، الذي وسع جدران بيزنطة الموجودة سابقًا للدفاع عن العاصمة الرومانية الجديدة التي نمت بسرعة بعد إعلانها باسم نوفا روما. بُنيت مجموعة جديدة من الجدران في الغرب في عهد ثيودوسيوس الثاني، وأُعيد بناؤها بعد زلزال عام بشكلها الحالي. تُعتبر الأسوار البحرية في منطقة سراغليو بوينت التي كانت موجودة باستمرار منذ ليغوس وبيزنطة، أقدم جزء من أسوار المدينة، في حين أن أسوار اليابسة المزدوجة لثيودوسيوس الثاني في الطرف الغربي من المدينة تُعد أقوى الأجزاء. بُني الجزء الشمالي الغربي من الأسوار الأرضية في عام 627 في عهد هرقل (610- 641)، من أجل استيعاب ضاحية بلاخيرنا، وأضاف إليها الأباطرة اللاحقون.
امتلكت أسوار المدينة 55 بوابة، أكبرها بوابة أوريا (البوابة الذهبية)، وهي بوابة الدخول الاحتفالية التي استخدمها الأباطرة، في الطرف الجنوبي الغربي من الأسوار الأرضية الثلاثية بالقرب من بحيرة مرمرة. بُنيت بوابة أوريا باستخدام كتل كبيرة من الرخام الأبيض المقطوع بشكل نظيف لتميزه عن البقية، على عكس أسوار المدينة التي بُنيت من الآجر والحجر الجيري، تعلوها الكوادريغا (عربة رومانية تجرها أربعة خيول) مع تماثيل الفيل. صُنعت أبواب بوابة أوريا من الذهب، ومن هنا جاء الاسم الذي يعني «البوابة الذهبية» باللاتينية.
بنى السلطان العثماني محمد الثاني في عام 1458، قلعة يدي قلة للدفاع عن بوابة أوريا، التي دُمجت في هذه القلعة وما تزال قائمة كجزء من تصميم البنتاغون لجدران القلعة. يعود تاريخ عمود مارقيان الذي أنشأه مارقيانوس (حكم 450- 457) إلى نفس فترة الأسوار الأرضية الثلاثية لثيودوسيوس الثاني.
يُعد سجن أنيما من أكثر الهياكل البيزنطية التي بقيت في حالة جيدة ليومنا هذا من عهد هرقل، دُمج في أسوار المدينة في بلاخيرنا. السجن عبارة عن مبنى ضخم يشبه القلعة يحتوي على عدة أبراج وشبكة من السجون البيزنطية تحت الأرض.

### آيا صوفيا وآيا صوفيا الصغيرة

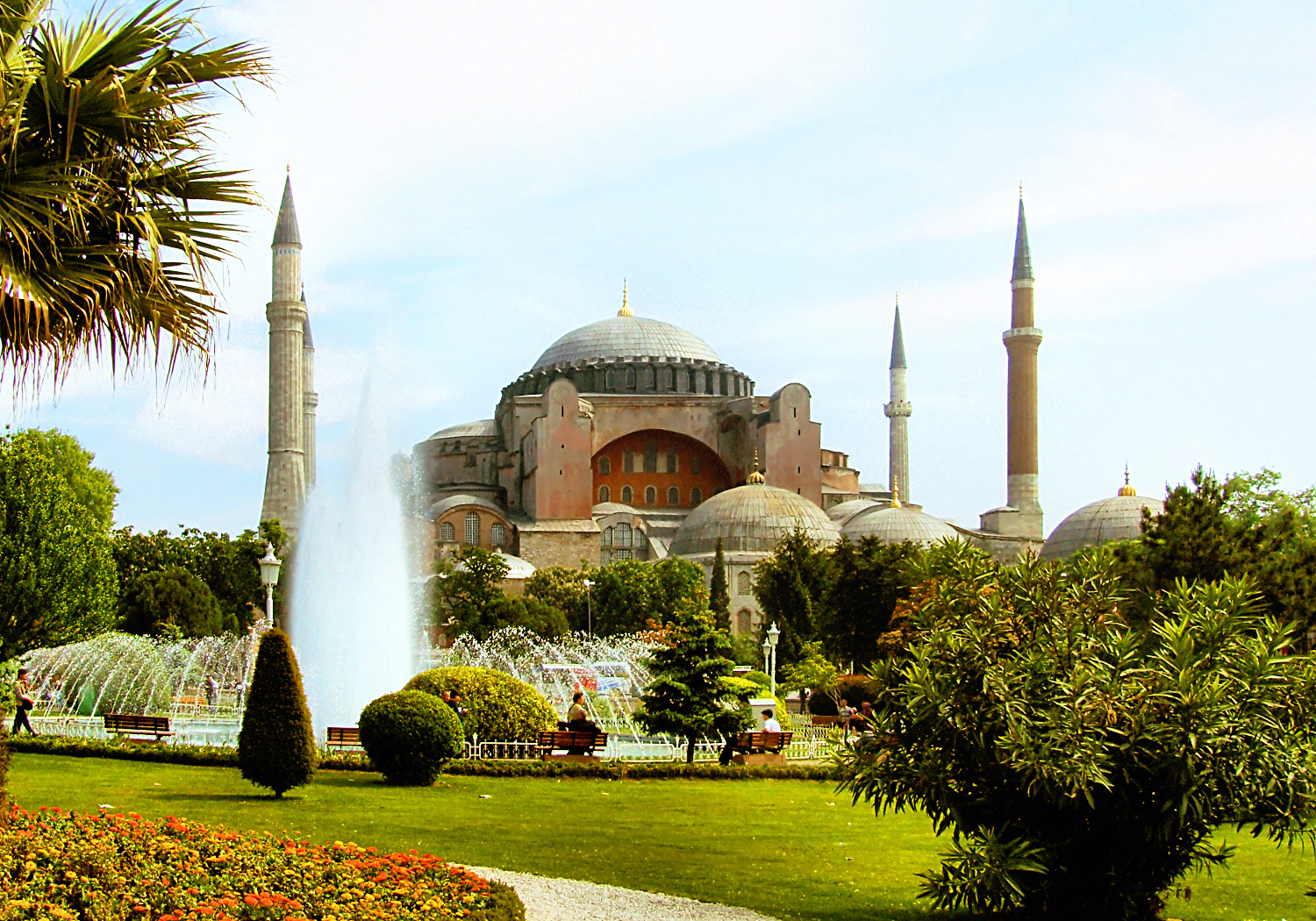
تعدّ آيا صوفيا التي شيّدها الإمبراطور جستينيان الأول خلال الفترة من عام 532 وعام 537 على نطاق واسع جوهرة العمارة البيزنطية. كانت أكبر كاتدرائية بُنيت في التاريخ على الإطلاق على مدى أكثر من ألف عام حتى تجاوزتها كاتدرائية إشبيلية عام 1575 خلال عصر النهضة

اتبعت العمارة البيزنطية المبكرة النموذج الروماني الكلاسيكي للقباب والأقواس، لكنها حسنت هذه المفاهيم المعمارية، كما يتضح من آيا صوفيا، التي صممها إيسيدوروس وأنثيميوس كثالث كنيسة تنهض في هذ الموقع، بين عامي 532 و537، بعد أعمال شغب نيكا (532) التي دُمرت خلالها الكنيسة الثانية (افتتح قنسطانطيوس الثاني الكنيسة الأولى، المعروفة باسم ميغالا إيكليسيا (الكنيسة العظيمة) في 360، وافتتح ثيودوسيوس الثاني الكنيسة الثانية في عام 405، بينما افتتح جستينيان الكنيسة الثالثة والحالية في عام 537).
أشارت كنيسة القديسين سرجيوس وباخوس (آيا صوفيا الصغيرة)، التي كانت أول كنيسة بناها جستينيان في القسطنطينية وشيدت بين عامي 527 و636، في وقت سابق إلى مثل هذا التحسن في تصميم المباني المقببة، التي تتطلب حلولًا معقدة لحمل الهيكل.
تعود آيا إيرين الحالية (التي بناها قسطنطين الأول في القرن الرابع، ووسعها جستينيان لاحقًا في القرن السادس)، وصهريج البازيليك لهذه الفترة.

### دير ستوديوس
يعود تاريخ معظم الكنائس البيزنطية التي بناها جستينيان أو جرى توسيعها في القرن السادس في الأصل خلال القرن الرابع لزمن القسطنطينية. يُعد دير ستوديوس (إمرحور) الذي بُني عام 462، أقدم كنيسة باقية في القسطنطينية بشكلها الأصلي. يُعرف الدير أيضًا باسم ستوديوس القديس يوحنا لأنه كان مخصصًا للقديس يوحنا المعمدان. لا يوجد سقف للمبنى اليوم، لكن الجدران المحيطة به وكذلك زخارف الأرضية الرائعة ما تزال سليمة. اتُخذت العديد من القرارات المهمة المتعلقة بالمسيحية داخل هذا المبنى، بما في ذلك المناقشات الساخنة حول هوية مريم العذراء (سواء كانت والدة الإله أم لا، وما إذا كان من الصواب إدانة نسطور الذي عارض هذا التعريف) وكذلك المناقشات والاشتباكات حول تحطيم الأيقونات التقليدية.

### آيا صوفيا
بعد القرار الذي اتخذته ثيودورا زوجة ثيوفيلوس، بترميم الأيقونات عام 843، زُينت العديد من الكنائس والمباني البيزنطية البارزة الأخرى في المدينة بأيقونات جديدة، لكن بعضها، مثل آيا إيرين، ما يزال يحمل علامات فترة تحطيم الأيقونات. يعود تاريخ قصر بوكليون بمعظمه إلى عهد ثيوفيلوس.